# Asab

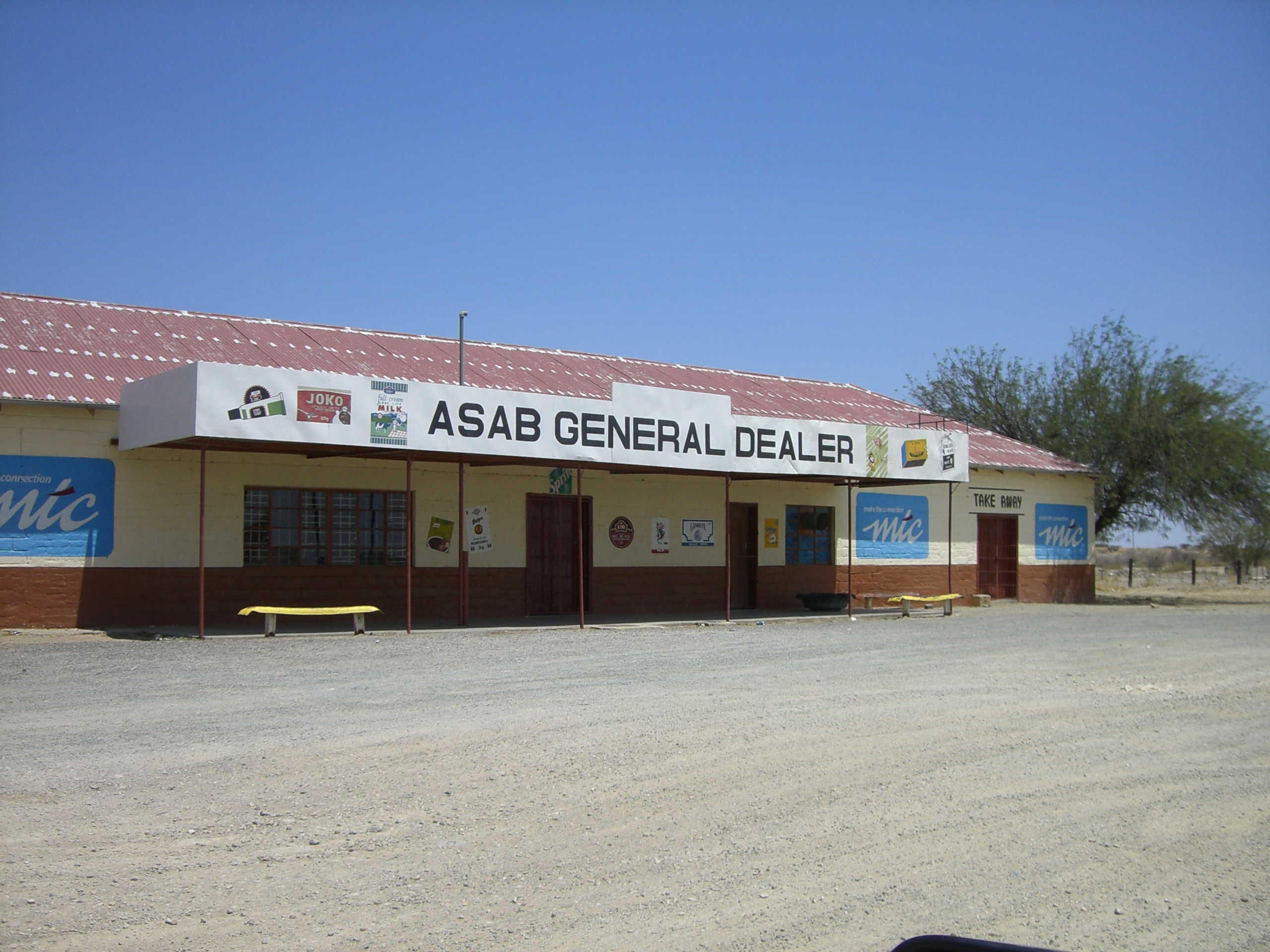
Dorfladen in Asab

Asab ist eine Ansiedlung im Wahlkreis Gibeon in der Region Hardap in Namibia. Sie liegt auf etwa halber Strecke der Nationalstraße B1 zwischen Mariental und Keetmanshoop.
Die Ansiedlung verfügt über eine Tankstelle, ein Dorfladen und ein kleines Hotel.
Asab liegt am direkt an der Nationalstraße, wo diese den gleichnamigen Trockenfluss Asab-Rivier überquert. Der Asab-Rivier entspringt in den Auasbergen und mündet etwa 30 km südlich der Ortschaft in den Fischfluss.
Asab befindet sich etwa 20 km weit der Ortschaft Mukurob. Bis 1988 befand sich dort der Mukurob-Felsengipfel, eine Touristenattraktion.
Koordinaten: 25° 28′ S, 17° 57′ O